# Károly Grósz
Károly Grósz (Miskolc, 1º agosto 1930 – Gödöllő, 7 gennaio 1996) è stato un politico ungherese, presidente del Consiglio dei ministri dell'Ungheria dal 1987 al 1988 e segretario generale del Partito Socialista Operaio Ungherese dal 1988 al 1989.
Subito dopo la fine della seconda guerra mondiale nel 1945, si unì al partito comunista ungherese all'età di appena 14 anni e già nel 1974 venne nominato capo del dipartimento della propaganda del Partito comunista dei lavoratori ungheresi.
Nel 1984 venne eletto capo del comitato del partito a Budapest e l'anno successivo entra nel Politburo. Nel giugno 1987 sostituisce György Lázár alla guida del governo ungherese per cercare di risolvere la grave crisi economica in cui versava il Paese e il crescente malcontento popolare.
Il clima politico sempre più critico costrinse alle dimissioni l'anziano leader János Kádár che verrà sostituito - su raccomandazione di quest'ultimo - proprio da Grósz il 22 maggio 1988.
Grósz ricoprì la carica di presidente del Consiglio fino alla fine del 1988 quando venne sostituito da Miklós Németh, rappresentante dell'ala riformista. L'anno dopo Németh, Imre Pozsgay e Gyula Horn decisero di riorganizzare completamente il partito comunista ungherese cambiandone anche il nome in partito socialista.
Grósz cercò di contrastare le riforme interne ma venne sconfitto al congresso del partito del dicembre 1989. Decise dunque di guidare una scissione creando il partito comunista dei lavoratori che però alle successive elezioni non riuscì ad entrare in parlamento.